# Rhodopechys alienus
El camachuelo del Atlas o camachuelo alirrojo africano (Rhodopechys alienus) es una especie de ave paseriforme de la familia Fringillidae endémica de la cordillera del Atlas. Anteriormente se consideraba una subespecie del camachuelo alirrojo (Rhodopechys sanguineus), pero en la actualidad se consideran especies separadas.

## Descripción

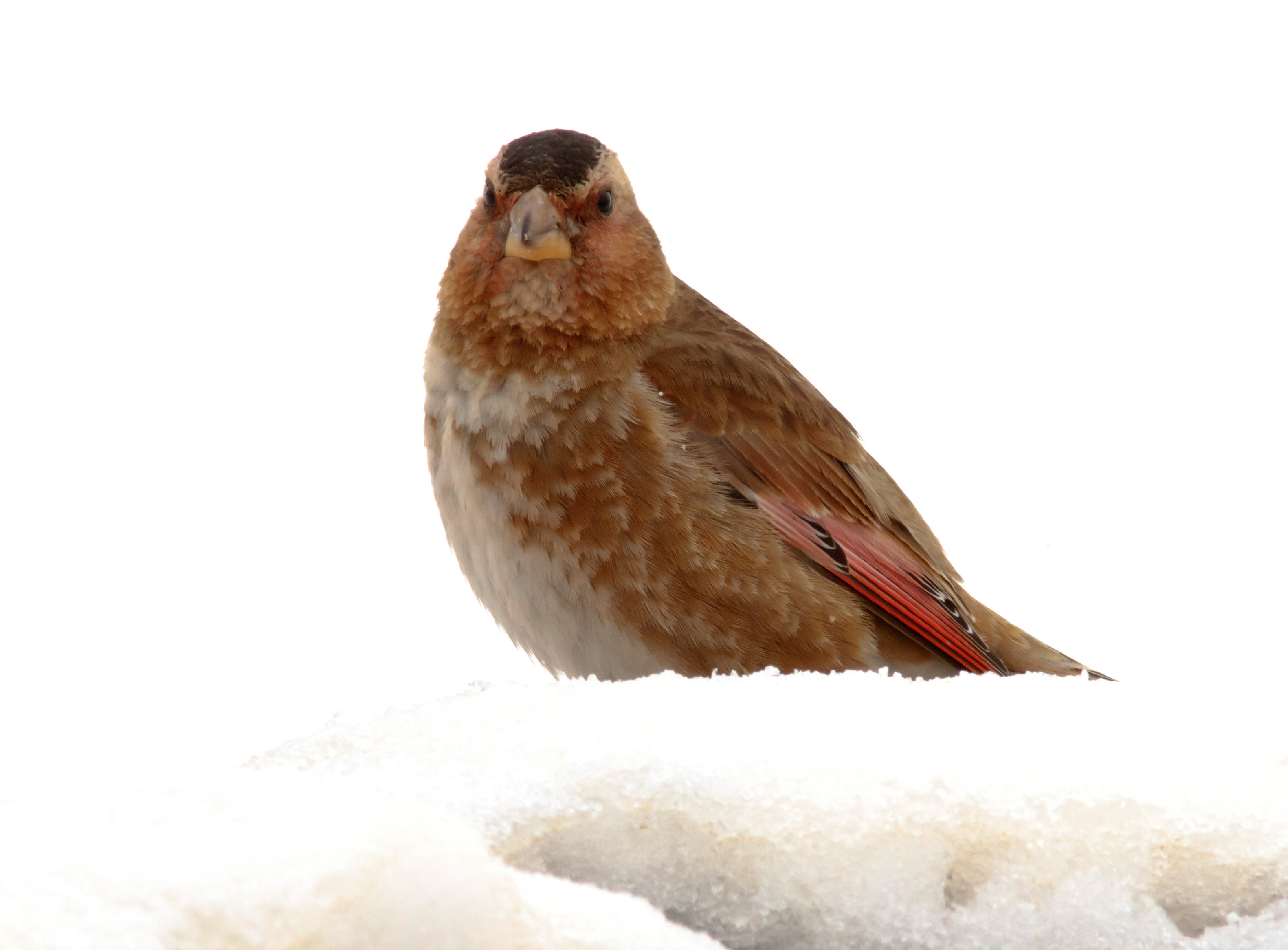
Ejemplar en Oukaineden, Marruecos.

Es un pájaro rechoncho que mide unos 13 cm de largo, con una envergadura alar de unos 32 cm. Su plumaje es principalmente de tonos pardos claros, con el rostro y los flancos se color castaño rojizo, y el centro del vientre y pecho blancos. Presenta el píleo negro y la garganta rosada. Posee un patrón con plumas rosadas en alas y cola. Su pico amarillento es corto y robusto. Las hembras son de tonos ligeramente más apagados.

## Distribución y hábitat
Se encuentra únicamente en la cordillera del Atlas, en Marruecos. Esta especie vive en las laderas de montañas rocosas, con frecuencia a gran altura. Suelen encontrarse en páramos con poca vegetación.

## Comportamiento
Se alimenta de semillas, y durante el invierno desciende en bandadas a menores altitudes en busca de alimento. Suele anidar entre las grietas de las rocas. 